# Jerry Lordan
Jerry Lordan, född Jeremiah Patrick Lordan 30 april 1934 i Paddington, City of Westminster, London, England, död 24 juli 1995, var en brittisk kompositör, musiker och sångare. Hans mest välkända kompositioner torde vara "Apache", "Wonderful Land" och "Atlantis", som spelades in av The Shadows och även av The Ventures.